# Sistema de protección activa

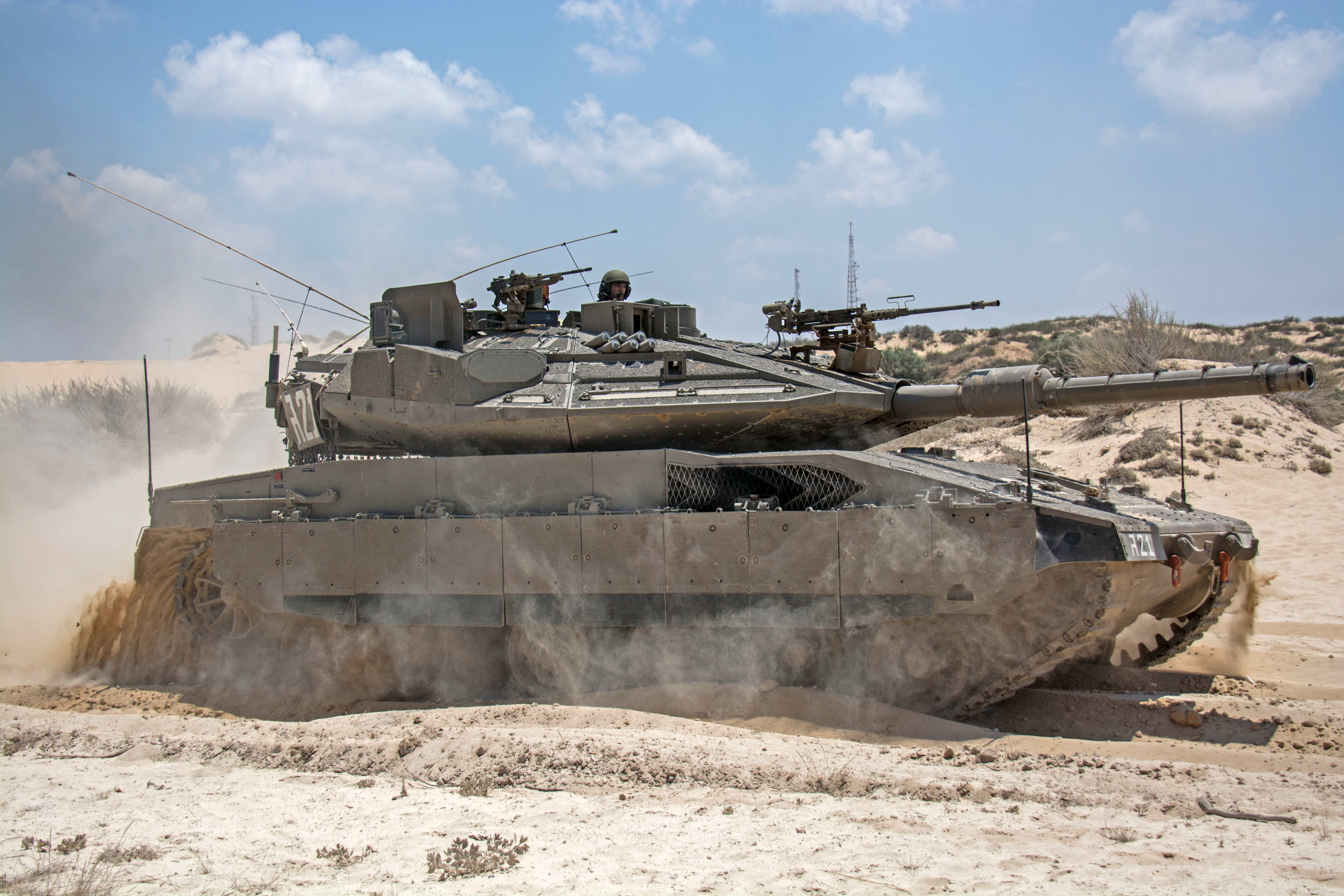
Tanque israelí Merkava equipado con el Trophy APS

Un sistema de protección activa (en inglés: Active Protection System, APS) es un sistema (usualmente para una aplicación militar) diseñado para prevenir que los sensores de un arma adquieran y/o destruyan su blanco. Las contramedidas electrónicas que alteran la firma electromagnética, acústica o de otro tipo del blanco y de esa forma alteran el compartimento de la detección y seguimiento de la amenaza que se acerca (por ejemplo, un misil guiado) son designadas medidas no destructivas (en inglés: softkill). Las medidas que contraatacan físicamente a la amenaza destruyendo o alterando su carga o cabeza de guerra y de esa forma el efecto que se pretende sobre el blanco es impedido en gran parte son designadas medidas destructivas (en inglés: hardkill).

## Medidas no letales
Las medidas no letales son aplicadas cuando se espera que los sensores de un sistema de armas puedan ser interferidos en forma exitosa. El sensor de la amenaza puede ser uno artificial, por ejemplo, un detector infrarrojo de estado sólido, o uno humano, por ejemplo ojo y/u oído. 
Las medidas no letales generalmente interfieren con la firma del blanco siendo protegido. En lo siguiente el término firma se refiere al firma electromagnética de un objeto ya sea en el espectro ultravioleta (longitud de onda: 0,3 – 0,4 µm), visual (0,4 – 0,8 µm) o infrarrojo (0,8 - 14 µm) así como en el rango del radar centimétrico (frecuencia: 2 – 18 GHz), milimétrico (35, 94, 144 GHz) y finalmente del rango del sonar (ya sea en 50 Hz - 3 kHz y/o 3 – 15 kHz).
Una o más de las siguientes acciones pueden ser tomadas para llevar a cabo la medida no letal:
- Reducción de firma
- Aumento de firma

Las contramedidas no letales pueden ser divididas en contramedidas de a bordo y desechables.
Mientras que las medidas de a bordo están instaladas en forma permanente o semipermanente en la plataforma siendo protegida, las medidas desechables son eyectadas desde la plataforma.
La acción preventiva de las contramedidas generalmente es dirigida a prevenir que el sensor de la amenaza logre fijar (en inglés lock on) al blanco. Esto se logra alterando la firma del blanco ya sea escondiendo la firma de la plataforma o aumentando la firma del fondo, minimizando así el contraste entre los dos. 
La acción reactiva de las contramedidas está dirigida a romper la fijación (en inglés break-lock) de una amenaza que ya se está dirigiendo a interceptar al blanco. Esta acción se basa en tácticas de imitación, aumentación o reducción de la firma del blanco.

### Contramedidas aéreas
Generalmente uno tiene que distinguir entre contramedidas infrarrojas y de radar. La longitud de onda que va entre 0,8 y 5 µm es considerada infrarroja (IR), la frecuencia que va entre 2 y 18 GHz es considerada como radar.

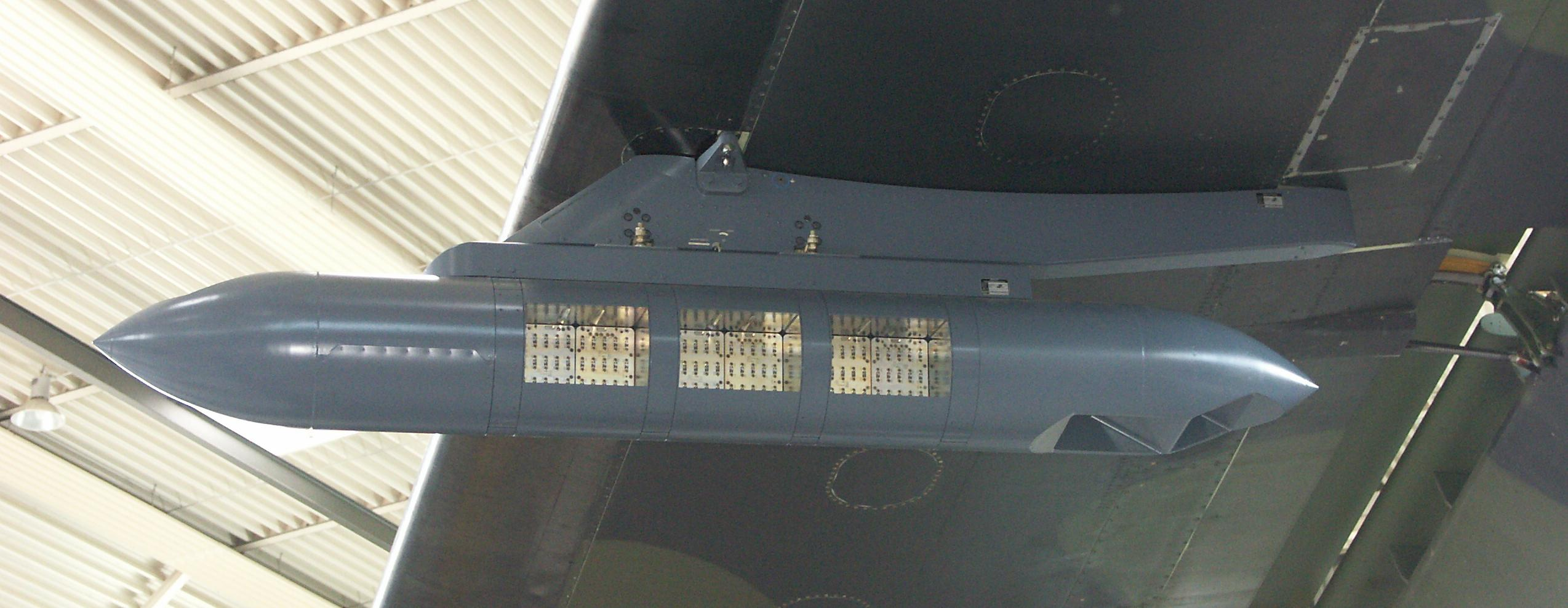
Contenedor de contramedidas de un Transall C-160 de la Luftwaffe alemana

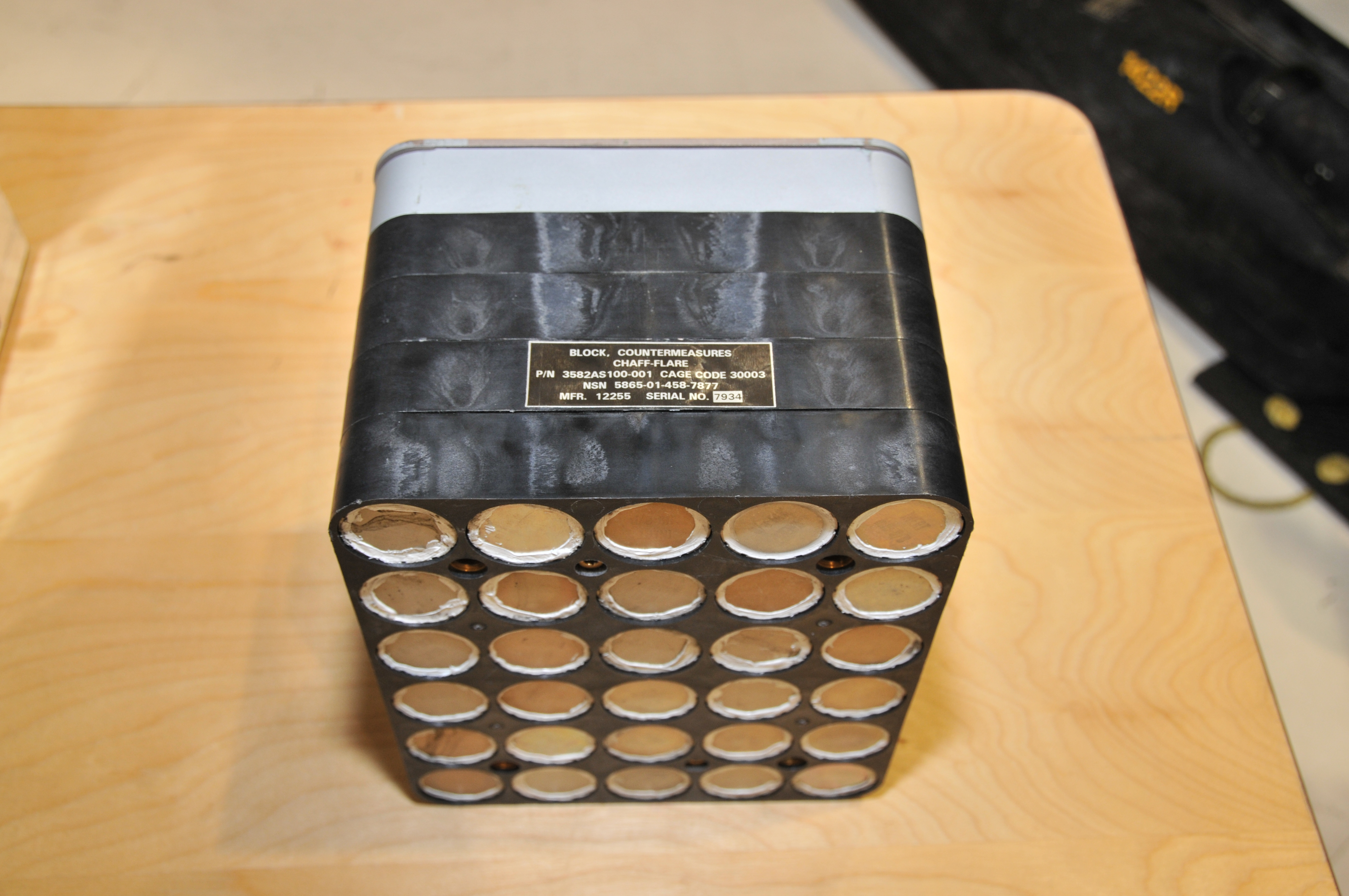
Paquete de contramedidas de un CH-146 Griffon de la Fuerza Aérea de Canadá

Como un resultado de los ataques de principios de la década del 2000, contra aviones civiles de pasajeros y carga con misiles portátiles antiaéreos, varias instituciones investigaron la factibilidad de equipar estos aviones con sistemas de contramedidas tales como chaff y bengalas. Muchas empresas de transporte aéreo comercial decidieron que el precio de instalar estos sistemas era demasiado costoso. Sin embargo, la línea aérea israelí El-Al, habiendo sido el blanco de un intento fallido en el año 2002 en Mombasa, en el cual varios misiles superficie-aire fueron disparados contra un avión mientras estaba despegando, comenzó a equipar su flota con sistemas de contramedidas basados en radar automáticos para lanzar bengalas a partir de junio de 2004. Esto casó preocupación en algunos países europeos, con respecto a la posibilidad de peligros de incendio en aeropuertos civiles, lo que resultó en la prohibición de que estos aparatos aterrizaran en sus aeropuertos. En el año 2007 Saab anunció un nuevo sistema de contramedidas infrarrojo llamado CAMPS que no usa bengalas de tipo pirotécnico, logrando así solucionar estas preocupaciones.

### Bengalas IR para señuelos

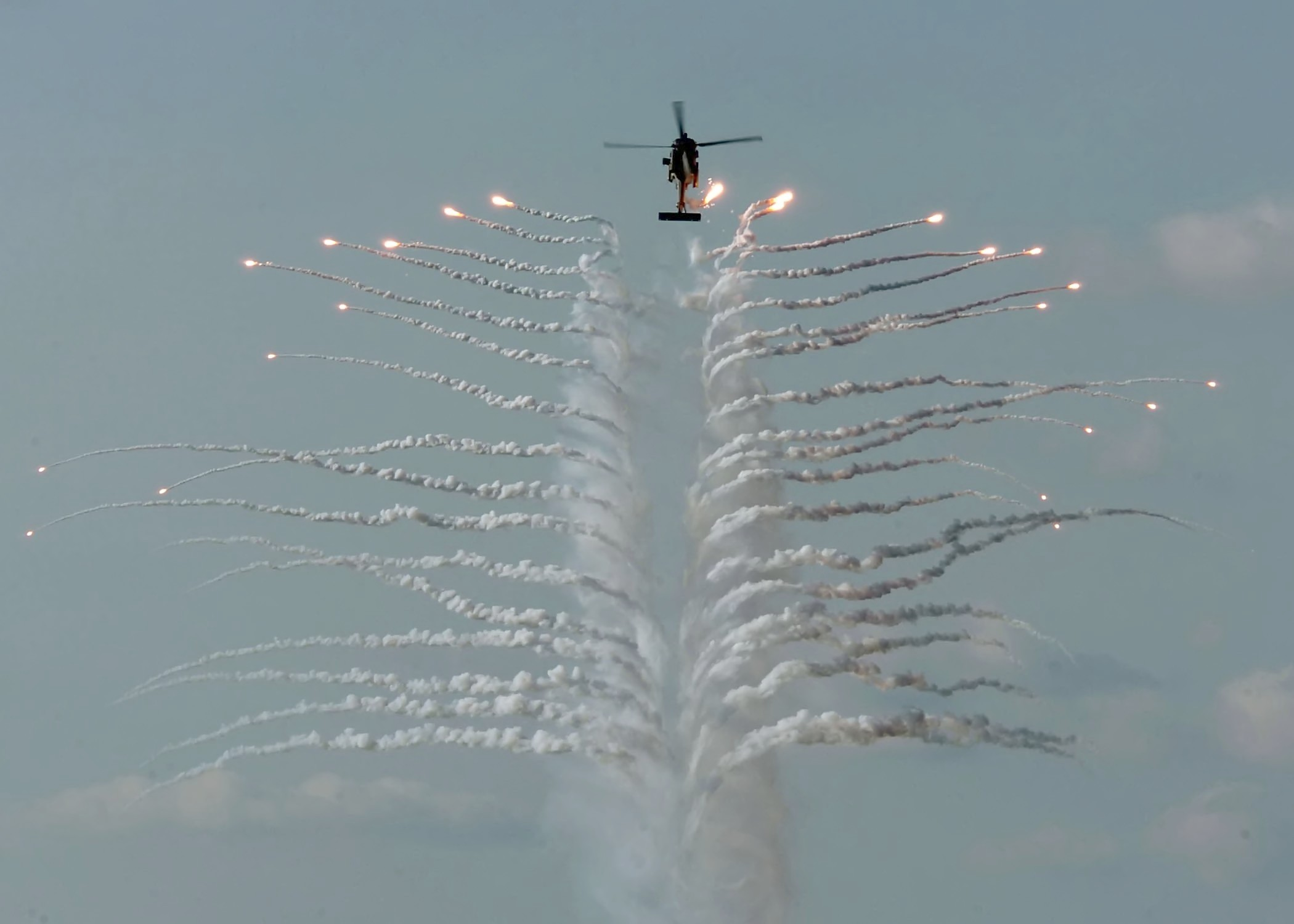
Un helicóptero HH-60H Seahawk lanza bengalas defensivas a la cuadra del portaviones convencional USS Kitty Hawk

Las bengalas IR de señuelo sirven para contrarrestar misiles superficie-aire (en inglés surface-to-air missiles, SAM) guiados por infrarrojo o misiles aire-aire (en inglés air-to-air missile, AAM) y que pueden ser lanzadas del aparato de acuerdo a la amenaza anticipada en secuencias definidas.

### Señuelos contra Radar
Para contrarrestar misiles guiados por radar, se usa el chaff que son fibras de vidrio forradas con una aleación de cobre y níquel o fibras de nailon forradas en plata, cortadas para tener una longitud igual a la mitad de la longitud de onda del radar a ser interferido.

### Otras contramedidas no letales
Fuerzas terrestres y navales también pueden usar contramedidas tales como pantallas de humo que pueden interferir con los telémetros láser, dispositivos de detección infrarroja, armas láser y observación visual.

## Medidas letales
Excepto para contrarrestar misiles balísticos intercontinentales las medidas letales generalmente se refieren a medidas tomadas en el llamado "fin del juego" poco antes de que el misil o cabeza de guerra impacte su blanco.
La medida letal en general afecta físicamente la trayectoria del misil o la cabeza de guerra por medio de la acción de una onda de choque y/o de la fragmentación. 
La acción puede llevar a la:
- perturbación de la estabilidad de un penetrador de energía cinética lo que disminuirá su habilidad de penetrar el blindaje ya que su ángulo de impacto aumentará.
- iniciación prematura de una carga hueca (por ejemplo, una distancia de activación demasiado grande), pero más probablemente es una iniciación inapropiada impidiendo por lo tanto el desarrollo óptimo del chorro del forro metálico, usualmente cobre, en la carga hueca. El chorro de cobre proporciona la capacidad antiblindaje en la mayoría de las armas de carga hueca.
- destrucción de la  estructura de un misil o proyectil que se acerca.

### Blindaje reactivo
Un ejemplo de contramedidas letales es el blindaje reactivo encontrado en muchos vehículos blindados modernos.

### Armas antiaéreas
Otro ejemplo de contramedidas letales es el uso de misiles de corto alcance o cañones de fuego rápido para proteger buques de guerra e instalaciones fijas contra ataques con misiles de crucero, bombas y artillería.

### Misiles antibalísticos
Las contramedidas son un factor de complejidad en el desarrollo de sistemas de defensa con misiles antibalísticos usados contra ICBM. Como los aviones los ICBM teóricamente pueden evadir estos misiles desplegando señuelos y chaff en la fase de vuelo de mitad de curso. Se han propuesto mecanismo descritos como la creación de una "nube de amenaza" desplegando grandes globos construidos de película PET aluminizada que podrían esconder una cabeza de guerra real entre un gran número de objetos inertes teniendo el mismo perfil en el radar.

## Críticas

### Cabeza de guerra termobárica
Tanto la variante 9M133F-1 del Kornet-E como el Metis-M están equipados con una cabeza de guerra termobárica. Al activarse generan un área de gran presión y calor que destruiría cualquier equipo montado sobre el tanque.

### Cabeza de guerra explosiva
Una vez interceptada por el sistema de protección activo, a unos pocos metros del tanque, la onda de choque destruiría cualquier pieza de equipo instalado en este, incluyendo al mismo sistema APS.

### RPG-30
El RPG-30 utiliza una cabeza precursora con la idea de que el APS se desvié atacándola a ella y no a la cabeza de guerra principal. Esto se logra haciendo que la cabeza principal esté inmediatamente detrás de la cabeza señuelo, haciendo que el APS no alcance a reaccionar para atacar a la verdadera amenaza. Este concepto es denominado: Capacidad Multi Ataque de Lapso Pequeño (en inglés Short Time Multi-hit Capability).

### Interferencia
Las montañas y vehículos cercanos reflejan energía radárica, creando así interferencia que afecta degradando el desempeño del sistema en la detección y fijación en el blanco.

### Protección en terreno agreste
La protección necesita ser provista cuando un vehículo está en movimiento, lo que hace que esté constantemente vibrando y sacudiéndose,  especialmente en terreno agreste. Eso incluye conducir y maniobrar rápido. El efecto del vehículo es amplificado dado que el proyectil usado por el sistema APS no es guiado, lo que significa que la desviación de su trayectoria inicial, causada por las vibraciones del vehículo mientras está moviéndose por terreno agreste, no puede ser corregida en forma posterior. 

### Municiones de ataque al techo
Misiles antitanque tales como el Javelin (USA), Trigat (EU) y Gil (Israel) atacan el techo de la torreta del tanque, lo que exige al APS a reaccionar en forma casi vertical, lo que se aleja mucho de la otra línea de ataque (horizontal) complicando el diseño de estos. Lo mismo aplica a RPG que se disparan hacia el tanque desde los pisos superiores de casas o edificios, o desde la parte superior de un cerro en caminos montañosos.